# 이시준
이시준 (1983년 7월 26일 ~ )은 대한민국의 전 농구 선수이자 농구 해설자이다.